# Shenyang J-5

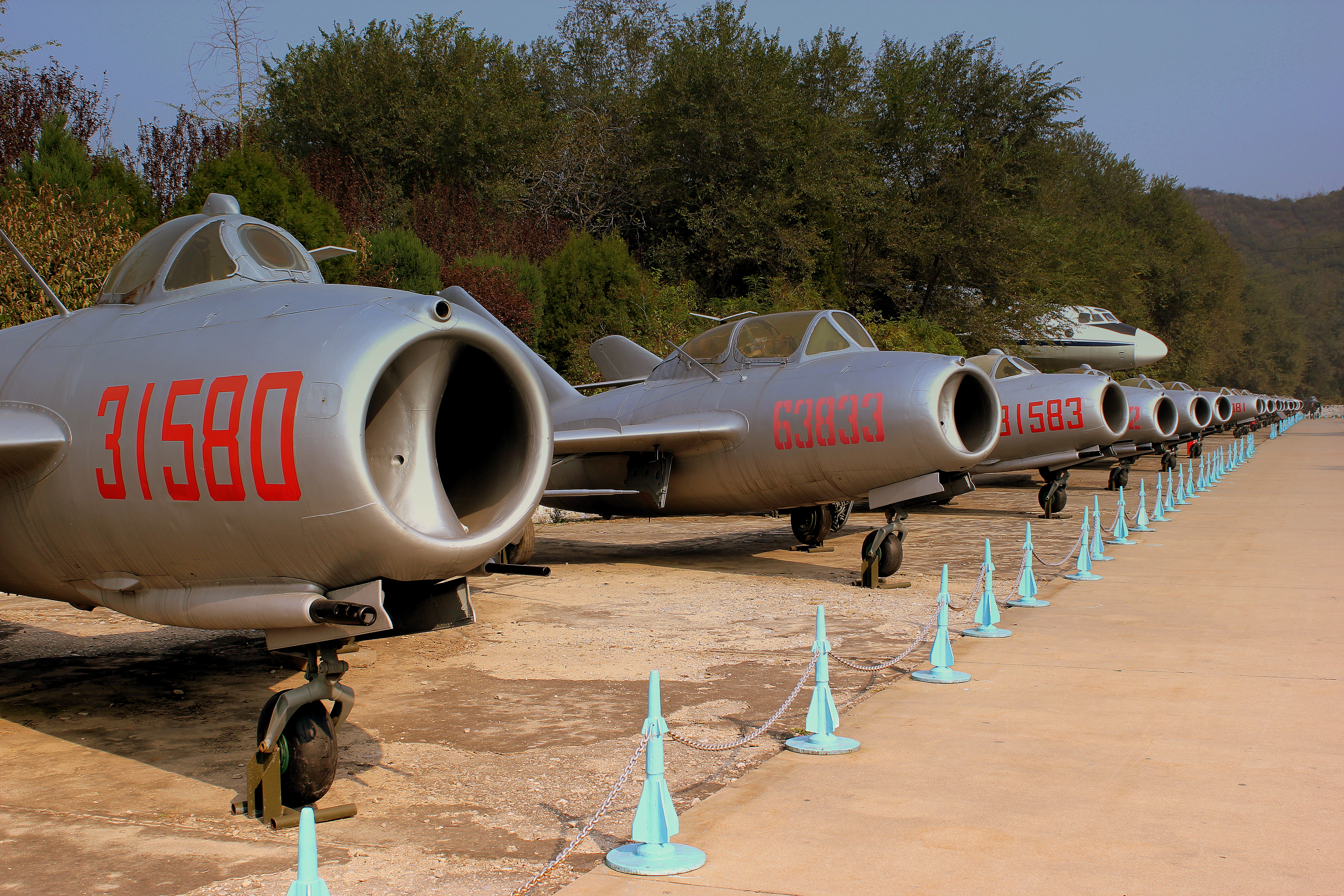
Alignement de J-5 au Musée de l'aviation chinoise en 2012.

Le chasseur monoréacteur J-5 est la version du MiG-17F par les usines aéronautiques de Shenyang en République populaire de Chine.

## Variantes produites à Shenyang
Le Shenyang J-5 fut décliné en plusieurs versions pour la chasse :
- F-5 - désignation du J-5 à l'exportation.
- J-5A - production sous licence du MiG-17PF, construit de 1964 à 1969.
- F-5A - désignation du J-5A à l'exportation.

## Variantes produites à Chengdu

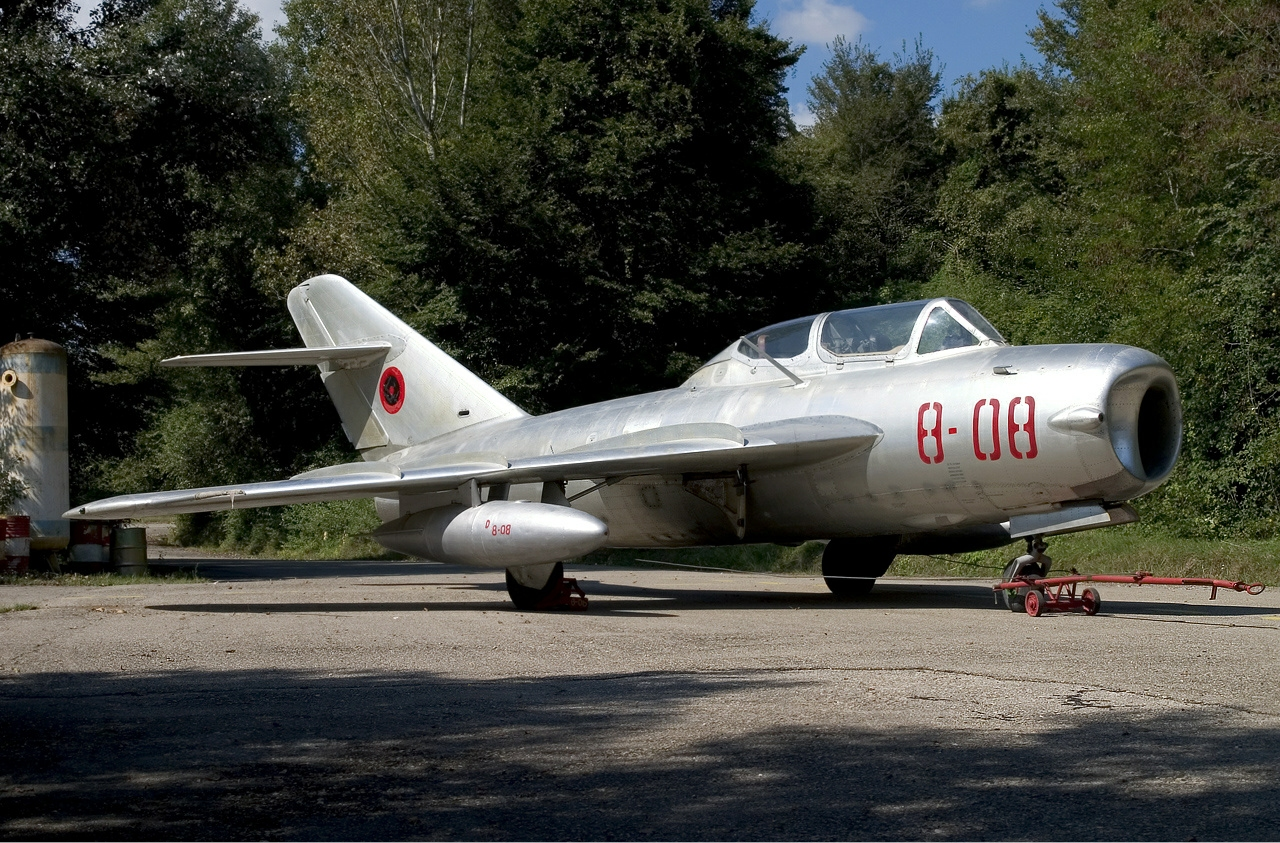
Biplace d'entraînement FT-5 appartenant à l'Armée de l'air albanaise

Le chasseur J-5 fut décliné en plusieurs versions pour la formation des pilotes par les usines d'aviation de Chengdu:
- JJ-5 - version d'entraînement biplace du J-5A.
- FT-5 - désignation du JJ-5 à l'exportation.

## Utilisateurs
Des armées de l'air africaines, asiatiques et européennes ont utilisé ou utilisent encore des chasseurs J-5/F-5 :
- Albanie - 20 avions, incluant 8 JJ-5 de formation
- Cambodge - 10 avions livrés en 1965. Les 6 F-5 restants furent détruits au sol en 1971 par un bombardement de l'USAF.
- Chine - J-5 retirés du service
- Corée du Nord - F-5 toujours en service.

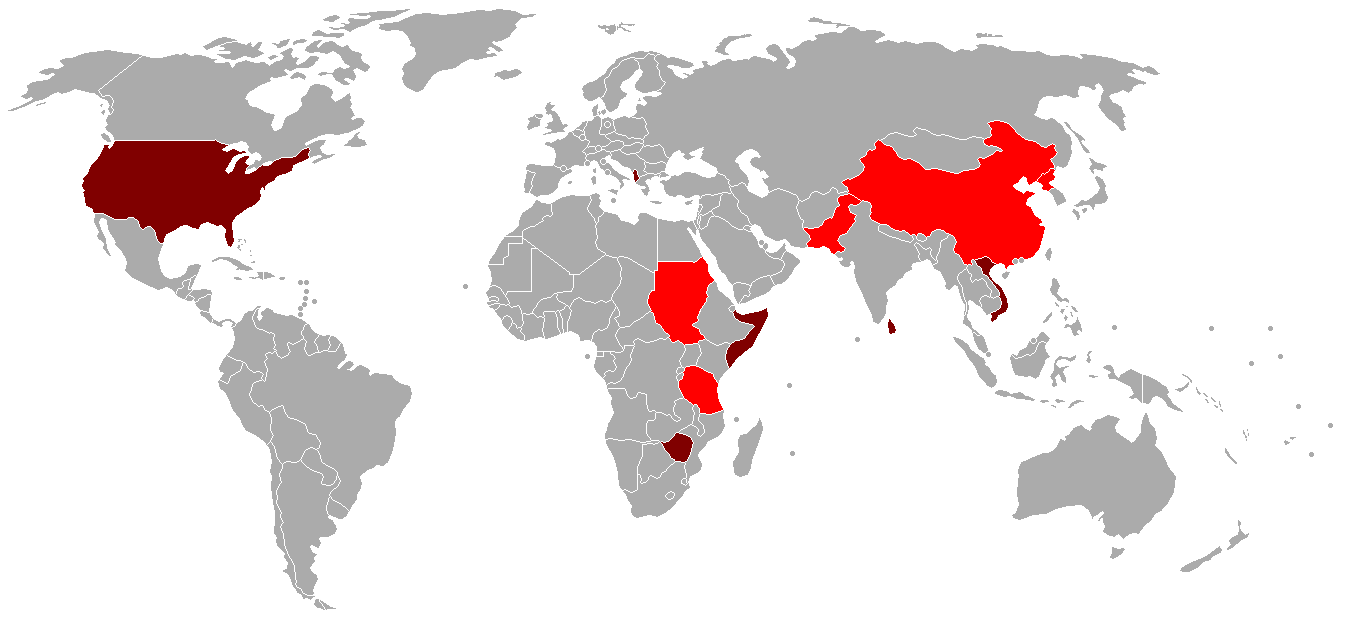
Cartes des pays opérateurs actuels (en rouge) et anciens (en bordeau) du chasseur J-5. Les États-Unis sont indiqués car plusieurs sont possédés par des particuliers.

- Soudan -  J-5 retirés du service
- Tanzanie - F-5 en service.
- Zimbabwe - J-5 retirés du service